# Orangebröstad grönduva
Orangebröstad grönduva (Treron bicinctus) är en fågel i familjen duvor inom ordningen duvfåglar som förekommer i södra Asien.

## Utseende
Orangebröstad grönduva är en 29 cm lång duva, mest lik nära släktingen gråhättad grönduva men något större och med kraftigare näbb. Hanen har orangefärgat bröst, med ett lilafärgat band ovanför och grön mantel. Honan har gul anstrykning på bröst och buk, och är grå på bakre delen av hjässan och i nacken.

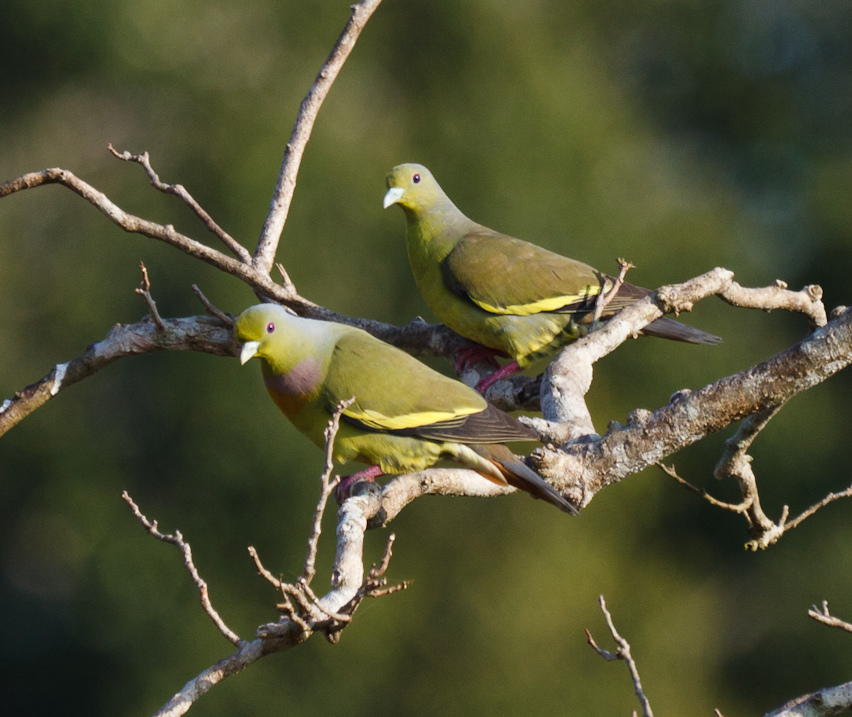
Par i nationalparken Wilpattu i Sri Lanka.

## Utbredning och systematik
Orangebröstad grönduva delas in i fyra underarter med följande utbredning:
- Treron bicinctus bicinctus – indiska subkontinenten och sydöstra Asien
- Treron bicinctus leggei – Sri Lanka
- Treron bicinctus domvilii – Hainan (södra Kina)
- Treron bicinctus javanus – Java och Bali

## Status och hot
Arten har ett stort utbredningsområde och en stor population, men tros minska i antal till följd av habitatförstörelse, dock inte tillräckligt kraftigt för att den ska betraktas som hotad. Internationella naturvårdsunionen IUCN kategoriserar därför arten som livskraftig (LC). Världspopulationen har inte uppskattats, men den beskrivs som huvudsakligen vanlig men mycket vanlig i Sri Lanka och ganska vanlig på östra Java och norra Bali.